# Les Moles (Paterna)
Les Moles és un paratge natural del terme municipal de Paterna (l'Horta Nord, País Valencià), incorporat al Parc Natural del Túria com a Àrea Objecte de Conservació segons el Pla d'Ordenació de Recursos Naturals (PORN) aprovat per la conselleria d'Agricultura, Desenvolupament Rural, Emergència Climàtica i Transició Ecològica de la Generalitat Valenciana el setembre de 2021.
Situat en els contraforts sud de la serra Calderona, a la vora del riu Túria, rodejat d'una densa xarxa urbana d'infraestructures viàries i zones residencials, les Moles ocupa una superfície de 471 hectàrees de sòl forestal i agrícola de secà que alberga zones d’alt interès natural i humà. Ha estat una zona històrica de cultius majoritàriament garroferes i oliveres i amb presència d'arquitectura tradicional de pedra en sec. La seua proximitat al nucli de Paterna i altres zones residencials l'han convertit en un espai molt comú d'oci familiar i esportiu. Durant un temps va ser un camp de maniobres militars i camp de tir del Ministeri de Defensa.
L'orige del seu nom es deu a l'ús primitiu d'extracció de roques per a la fabricació de moles per a molins.

## Valors naturals
Històricament ha estat un espai d'explotació agrícola i recentment ha recuperat zones forestals per les tasques de repoblació. Pel bell mig del paratge creua el barranc d'Endolça amb una vegetació de ribera i règim hidrològic natural en un molt bon estat de conservació. Associat al barranc es troba una extensa massa forestal madura amb espècies de flora i fauna característiques del bosc i sotabosc Mediterrani.

## Conflicte
A finals de l’any 2011 es presentà un projecte per a la construcció al paratge de les Moles d'un gran centre comercial de 860 milions d’euros i 500.000 metres quadrats, dels 1,42 milions de metres quadrats que té el paratge. Port Mediterrani, batejat després amb el nom Intu Mediterrani, va tindre el beneplàcit dels diferents governs municipals de Paterna, primer del Partit Popular amb l'alcalde Lorenzo Agustí i després del socialista Juan Antonio Sagredo. El projecte incorporava camp de minigolf, pista d’esquí artificial, un aquari, una nòria, sales de joc, hotels, piscina, cinemes, restaurants i tendes amb totes les marques de roba.
Finalment l'any 2021 i gràcies a la pressió popular en contra de la construcció a través de la Coordinadora en Defensa de la Protecció de les Moles, la Generalitat va incorporar el paratge natural dins de l'àmbit de protecció del Parc Natural del Túria per tal de salvaguardar-lo de l'amenaça constructiva.